# Memorandum dotyczące uczenia się przez całe życie
Memorandum dotyczące uczenia się przez całe życie – dokument który został wydany przez Komisję Europejską w 2000 roku. Uczenie się przez całe życie zostało zdefiniowane jako: "Wszelkie formy nauki podejmowane przez całe życie, mające na celu doskonalenie, pogłębianie wiedzy, umiejętności i kompetencji z perspektywy osobistej, obywatelskiej, społecznej i/lub zawodowej”. Uczenie się przez całe życie obejmuje doskonalenie umiejętności podstawowych, jak również możliwości kształcenia dla zaawansowanych. Powinno być dostępne dla wszystkich obywateli.
Najważniejszymi elementami w edukacji permanentnej według autorów Memorandum są:
1. Promowanie aktywnego społeczeństwa,
2. Szybka adaptacja zawodowa.

Obecnie edukacja permanentna przeżywa rozkwit. Popularne stały się kursy kształcące pracowników gwarantujące zdobycie potrzebnych kwalifikacji m.in. komunikatywność.

## Sześć kluczowych przesłań zawartych w Memorandum
1. Nowe umiejętności podstawowe - uzyskanie i doskonalenie umiejętności  m.in. efektywne komunikowanie w języku obcym, umiejętności interpersonalne, które są priorytetem. Dzięki tym umiejętnością można uniezależnić się od państwa. Z powodu chęci obniżenia kosztów zarówno produkcji jak i zatrudnienia  jednym z najważniejszych zadań edukacji permanentnej jest kształcenie  umiejętności szybkiej adaptacji do obecnych warunków. Wiedza jaka jest zdobywana musi zostać wykorzystana w konkretnym działaniu. Można się tu odwołać do dwóch z czterech filarów  edukacji raportu Delorsa: uczyć się aby wiedzieć, uczyć się aby działać.
2. Zwiększenie skali inwestycji w zasoby ludzkie. Powstało kilka pomysłów dotyczących realizacji rej dyrektywy. Jednym z nich jest organizacja zatrudnienia w taki sposób, aby pracownik mógł dokończyć rozpoczętą edukację.
3. Innowacyjne koncepcje nauczania i uczenia się. Dominującymi metodami w toku kształcenia są te, które nawiązują do sfery intelektualnej. Edukatorzy chcą aby człowiek posiadł jak największą ilość wiedzy w jak najkrótszym czasie. Innowacyjność w metodach nauczania  polega również na umiejętności posługiwania się nowymi technologiami.
4. Ocenianie nauki - kraje, które należą do Unii w przyszłości będą miały dostęp do wspólnego rynku pracy. Dlatego też liczy się taka edukacja, której dyplom będzie gwarantował miejsce na rynku pracy. Ważnym elementem jest ujednolicenie systemu wartościującego efekty kształcenia, w taki sposób aby możliwe było dokonywanie porównań. Kompetencje nabyte przez człowieka muszą być akceptowane w całej Unii Europejskiej. Równie ważne jest stworzenie systemu akredytacyjnego, który ma posiadać funkcję diagnostyczną. Dzięki temu systemowi pracodawca  zobaczyłby umiejętności pracownika, z kolei pracownikowi pokazywałby umiejętności jakich jeszcze nie zdobył.
5. Doradztwo zawodowe  i orientacja zawodowa - zagwarantowanie dostępu do rzetelnej informacji  i doradztwa dotyczącego możliwości edukacyjnych dla wszystkich grup wiekowych. Placówki zajmujące się poradnictwem zawodowym mają pomagać pracownikowi w dokonywaniu właściwego wyboru. Skuteczna porada musi obejmować: wykształcenie, dotychczasowy zawód, osobiste predyspozycje.
6. Przybliżenie uczącym się możliwości edukacyjnych - zapewnienie możliwości kształcenia jak najbliżej miejsca zamieszkania. Dostęp do edukacji permanentnej powinien pozwalać na zrozumienie że ich edukacja nie jest jeszcze zakończona, i mogą wybrać taki kierunek zgodnie ze swoimi predyspozycjami. Ideą tego pomysłu jest również tworzenie centrów nauczania w miejscach publicznych takich jak np. muzea, biblioteki.

## Dwa wymiary nauki przez całe życie
- socjalny,
- ekonomiczny.

## Pięć wartości podstawowych
- otwartość,
- demokracja,
- człowiek jako całość,
- pogłębienie,
- samoorganizacja.